# HD243970
HD243970 є хімічно пекулярною зорею спектрального класу
B9 й має видиму зоряну величину в смузі V приблизно 10,1.

## Пекулярний хімічний вміст
Зоряна атмосфера HD243970 має підвищений вміст 
Si
.